# Félix Ziem

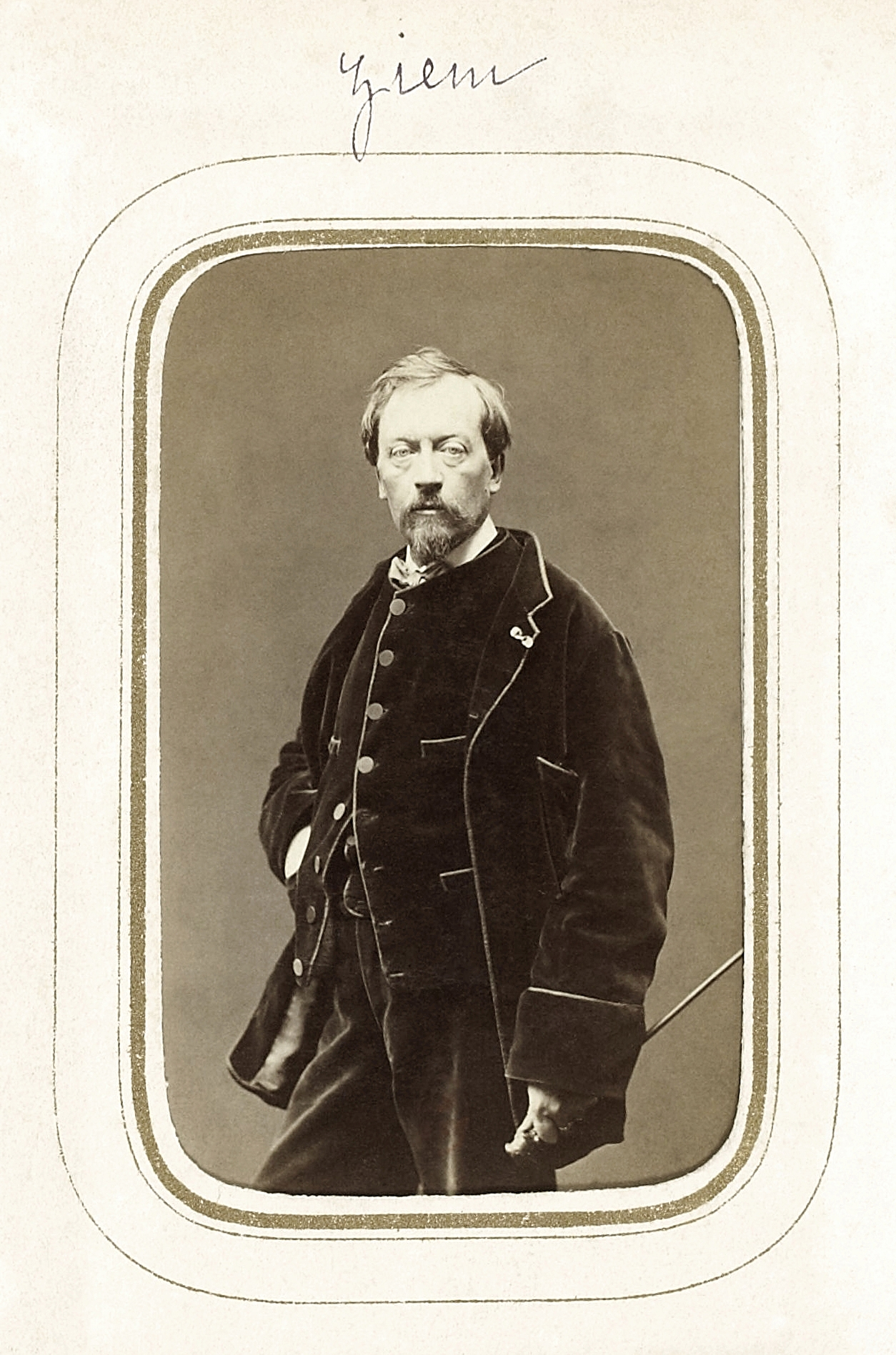
Félix Ziem.

Félix-Francois George Philibert Ziem, född den 26 februari 1821 i Beaune (Côte d’Or), död den 10 november 1911 i Paris, var en fransk målare.
Ziem studerade i Dijons konstskola teckning och arkitektur och reste 1845-48 i södra Frankrike, Italien och Orienten. Under denna resa fann han sitt speciella område, marin och arkitektur, sedda under den sydliga himmelens glödande sol i alla prismans färger, och sina motiv fick han från Venedig, Bosporen och Hellesponten. Över de arkitektoniska massorna lade han en skimrande slöja av lysande luft och begagnade marmor, dräkter, fartyg, segel och flaggor till verksamma reflexer och till kontraster mot himmelens och havets blå. 
Liksom engelsmannen Turner upplöste han formerna i en drömmande eller praktfull harmoni. Med Venedig (1852, Luxembourgmuseet), som förskaffade honom salongens hedersmedalj, var hans anseende befäst. Bland de följande målningarna fanns Soluppgång vid Stambul (1859) och Fiskarnas återkomst till Martigues (1864). Ziem målade 1902 Engelska flottans besök i Toulon (marinministeriet). Han är representerad i Luxembourgmuseet och rikligt i Petit Palais i Paris, dit han 1905 skänkte 55 oljemålningar jämte en stor mängd akvareller och skisser.